# وصلة تمدد

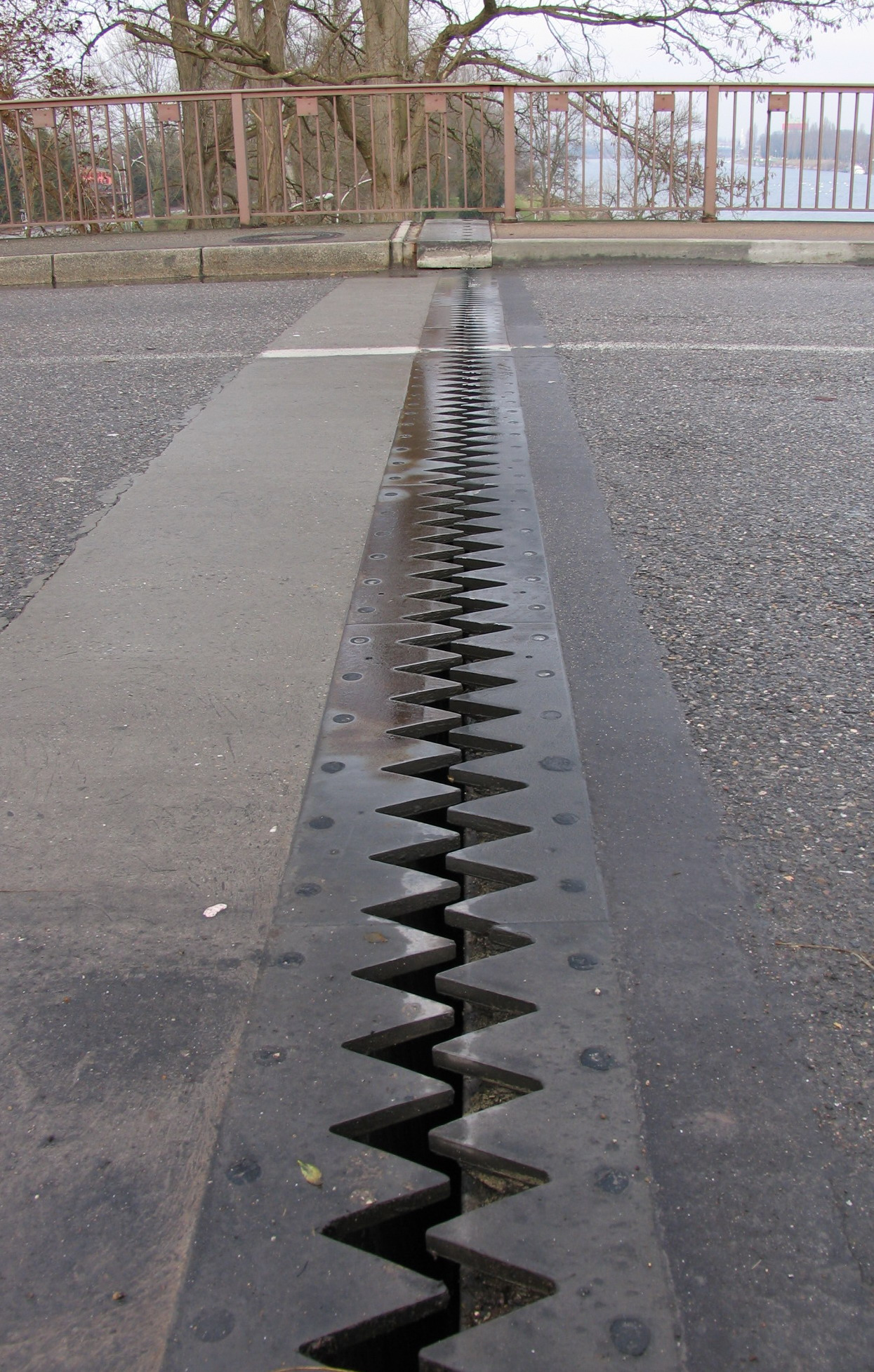
وصلة تمدد

وصلة التمدد أو مفصل التمدد مصممة من أجل ضمان السلامة في المنشآت المعدنية وهي توجد في القطاعات المعدنية في الجسور والطرق ونظم الانابيب والمباني الأخرى.
السبب في هذه الوصلات هو تفادي ما يحدث عند ارتفاع درجة الحرارة حيث يحدث تمدد للمعدن المكون لهذه المنشآت وإذا لم يكن هناك فراغ بين اجزاء المعادن سوف تنبعج المنشآت المعدنية مما من الممكن ان يؤثر بشكل خطير على السلامة العامة لذا توضع هذه الوصلة من اجل تفادى حصول هذا الخطر فعند حدوث التمدد يحدث في المساحة المحددة له والمحسوبة من قبل وعند حدوث الانكماش يرجع كما كان وهكذا.

## مفاصل توسيع الانبوب
مفاصل توسيع الانبوب هي ضرورية في الأنظمة التي تتعرض لدرجة حرارة عالية مثل البخار أو الغازات. نوع مثالي من أنظمة توسيع الانبوب هو المنفاخ الذي من الممكن تصنيعه من المعدن (أكثر شهرة من الحديد المقاوم للصدأ), البلاستيك (مثل PTFE), أو من المطاط. المنفاخ مصمم من اجل احتمال الضغط البخاري من الانبوب، ولكنه مرن كفاية من اجل تقبل محوري، فرعي، امالات زوايا. وأيضا مصمم من اجل معايير أخرى مثل امتصاص الضوضاء، ضد الاهتزاز، حركة الزلازل, واستقرار المبنى.
مفاصل توسيع الانبوب أيضا معروفة باسم المعوضات لانها تعوض الحركة الحرارية.

## مفاصل توسيع الطريق
مفاصل التوسيع يتم قطعها داخل الخرسانة أو الاسفلت لتساعد في توسيع وانكماش المادة خلال أي تغير في درجة الحرارة. المفاصل تقطع إلى احجام منتظمة من اجل تفادي الشروخات العشوائية على الطريق. التقطيع الأول يتم عن طريق منشار باستخدام حد منشار اخضر الذي غالبا ما يكون سمكه ربع انش. بعد أن تعالج الخرسانة الوصلة وتكون في سمك 3/4 انش. مفاصل توسيع الطريق من الممكن ان تصب على الساخن (قطران) ،البارد (سليكون), أو مضغوطة (مطاط).